# Chris Huxley
Pour les articles homonymes, voir Huxley.
Chris Huxley (né le 10 février 1987 à Weymouth dans l'état du Massachusetts aux États-Unis) est un joueur professionnel américain de hockey sur glace. Il évolue au poste de défenseur.

## Biographie
En 2007, il évoluait dans la USHL avec les Stampede de Sioux Falls, il rejoint les rangs universitaires américains en 2007 en s'alignant pour le Crimson de l'Université Harvard. Il devient professionnel en 2011 avec le Reign d'Ontario dans l'ECHL.

## Statistiques
| Saison    | Équipe                  | Ligue |    | Saison régulière | Saison régulière | Saison régulière | Saison régulière | Saison régulière |   | Séries éliminatoires | Séries éliminatoires | Séries éliminatoires | Séries éliminatoires | Séries éliminatoires |
| Saison    | Équipe                  | Ligue | PJ | B                | A                | Pts              | Pun              | PJ               | B | A                    | Pts                  | Pun                  |                      |                      |
| 2006-2007 | Stampede de Sioux Falls | USHL  | 56 | 3                | 14               | 17               | 80               | 8                | 0 | 5                    | 5                    | 8                    |                      |                      |
| 2007-2008 | Université Harvard      | ECAC  | 22 | 1                | 3                | 4                | 16               | -                | - | -                    | -                    | -                    |                      |                      |
| 2008-2009 | Université Harvard      | ECAC  | 31 | 3                | 5                | 8                | 22               | -                | - | -                    | -                    | -                    |                      |                      |
| 2009-2010 | Université Harvard      | ECAC  | 32 | 2                | 11               | 13               | 33               | -                | - | -                    | -                    | -                    |                      |                      |
| 2010-2011 | Université Harvard      | ECAC  | 34 | 1                | 16               | 17               | 24               | -                | - | -                    | -                    | -                    |                      |                      |
| 2011-2012 | Reign d'Ontario         | ECHL  | 69 | 6                | 29               | 35               | 109              | 5                | 0 | 2                    | 2                    | 4                    |                      |                      |
| 2012-2013 | Reign d'Ontario         | ECHL  | 41 | 4                | 21               | 25               | 31               | -                | - | -                    | -                    | -                    |                      |                      |
| 2012-2013 | Monarchs de Manchester  | LAH   | 27 | 1                | 5                | 6                | 30               | -                | - | -                    | -                    | -                    |                      |                      |
| 2013-2014 | Monarchs de Manchester  | LAH   | 14 | 1                | 2                | 3                | 7                | -                | - | -                    | -                    | -                    |                      |                      |

## Trophée et distinctions

### United States Hockey League
- Il remporte la Coupe Clark avec les Stampede de Sioux Falls en 2006-2007.